# Synagoga w Malmö
Synagoga w Malmö (szw. Malmö synagoga, hebr.: בית הכנסת של מאלמו) – synagoga gminy żydowskiej w Malmö (szw. Judiska Församlingen i Malmö), zbudowana w 1903 według projektu architekta Johna Smedberga w stylu mauretańskim. 
W chwili otwarcia świątyni był to pierwszy niechrześcijański obiekt sakralny w Malmö. Jest jedną z niewielu z zachowanych w Europie synagog zbudowanych w stylu mauretańskim, które przetrwały okres II wojny światowej.